# Neujmin (cràter)

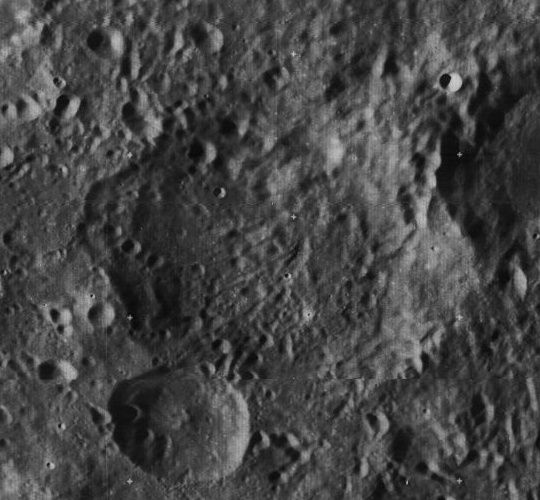
Imatge de la missió Lunar Orbiter 3

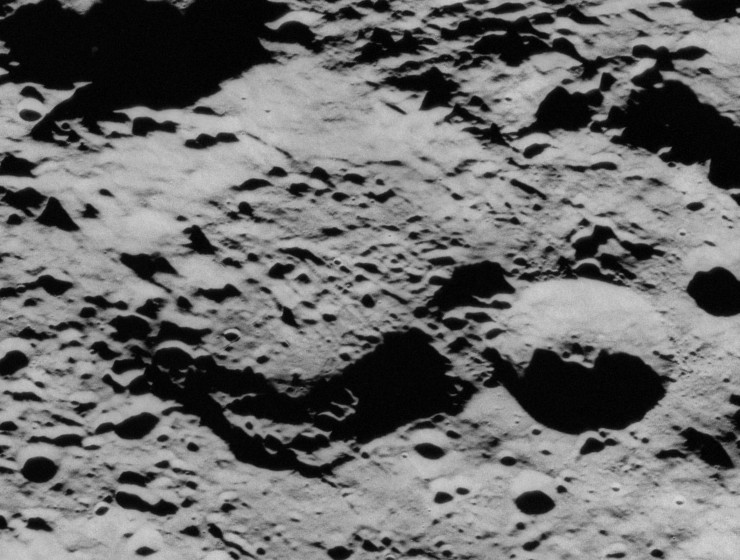
Imatge obliqua des de l'Apol·lo 17, mirant a l'est.

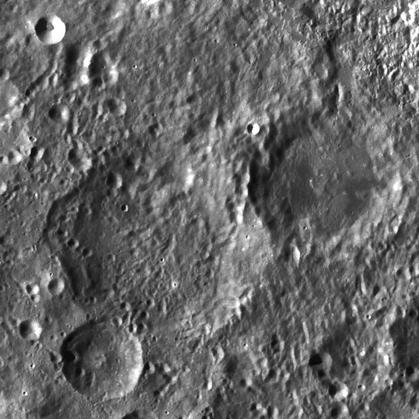
Fotografia de la missió Lunar Reconnaissance Orbiter

Neujmin és un cràter d'impacte pertanyent a la cara oculta de la Lluna. Està gairebé unit a l'oest-sud-oest al cràter més petit Waterman, i es troba al sud-oest del prominent cràter Tsiolkovskiy.

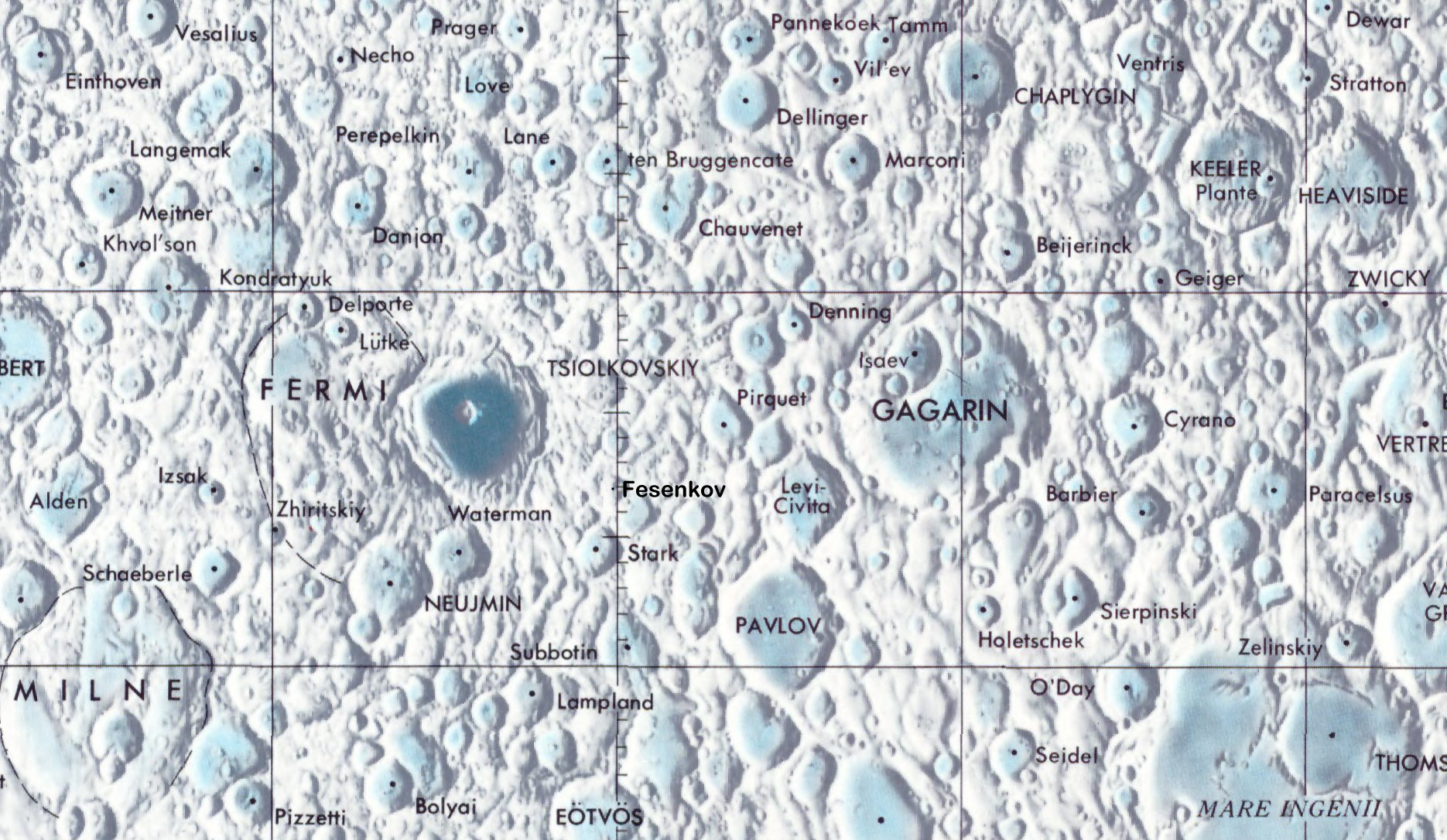
Localització de Neujmin (prop del centre del quadrant inferior esquerre de la imatge)

Es tracta d'una formació de cràters erosionada que ha estat una mica deformada per impactes posteriors. El cràter circular Neujmin P travessa la vora sud-oest. Diversos petits cràters en el sector nord-oest de la vora i la paret interna, probablement són impactes secundaris procedents de la formació de Tsiolkovskiy, i tant el nord com al sud el brocal està interromput.

## Cràters satèl·lit
Per convenció aquests elements són identificats en els mapes lunars posant la lletra en el costat del punt central del cràter que està més proper a Neujmin.
|         | \| Neujmin \| Coordenades \| Diàmetre \| \| ------- \| -------------------------------------- \| -------- \| \| P \| 28° 30′ S, 124° 12′ E / 28.5°S,124.2°E \| 38 km \| \| Q \| 30° 00′ S, 121° 48′ E / 30.0°S,121.8°E \| 17 km \| \| T \| 27° 06′ S, 122° 00′ E / 27.1°S,122.0°E \| 24 km \| |          |
| Neujmin | Coordenades | Diàmetre |
| P       | 28° 30′ S, 124° 12′ E / 28.5°S,124.2°E | 38 km    |
| Q       | 30° 00′ S, 121° 48′ E / 30.0°S,121.8°E | 17 km    |
| T       | 27° 06′ S, 122° 00′ E / 27.1°S,122.0°E | 24 km    |